# Oosterom

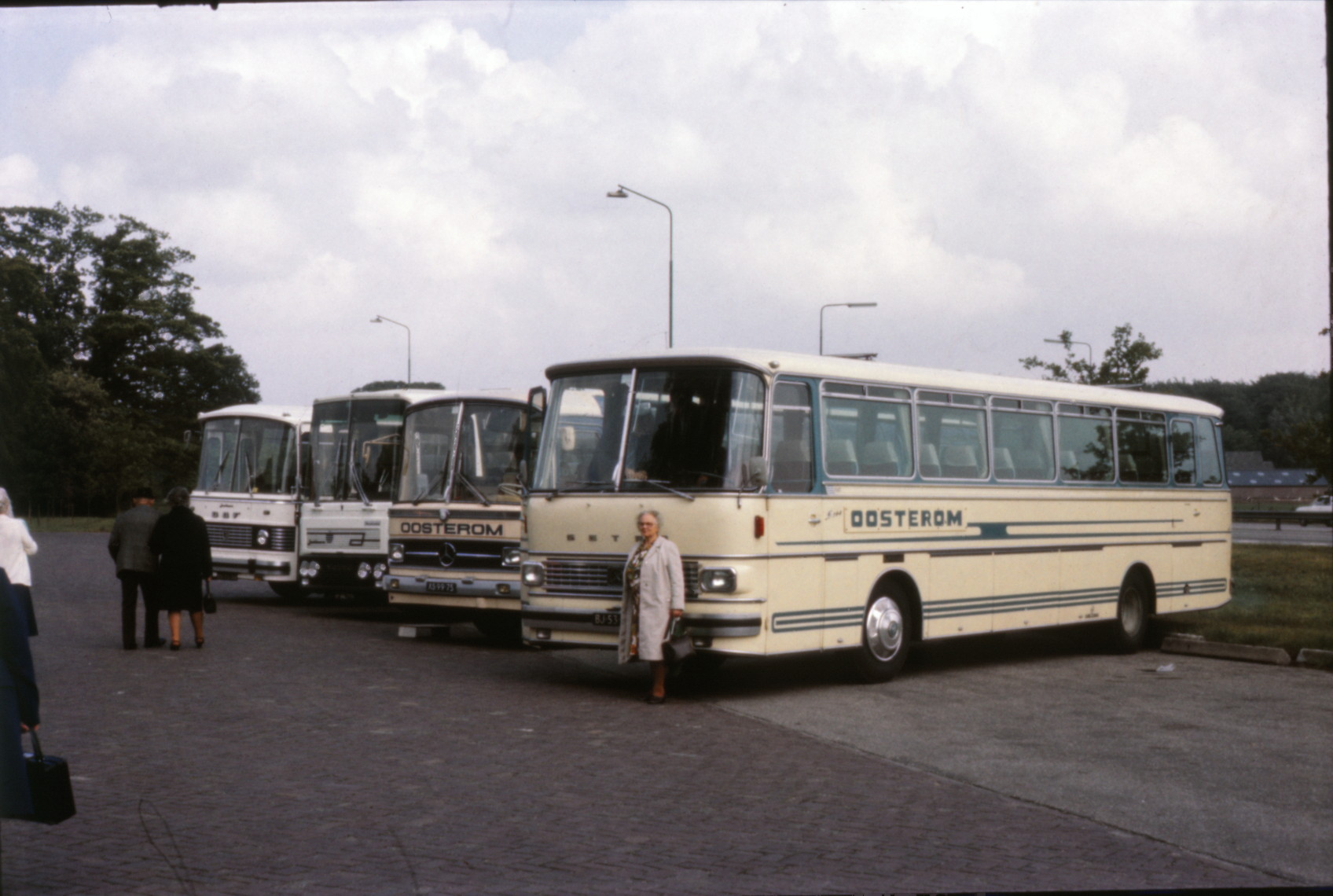
Touringcars van Oosterom.

N.V. Autobusonderneming Gebr. Oosterom was een autobusmaatschappij te Beverwijk. Het bedrijf reed van 1931 tot 1970 stadsbussen in deze stad en was ook actief in het touringcarvervoer en het besloten busvervoer voor het personeel van de Koninklijke Hoogovens.

## Geschiedenis
De broers Oosterom, afkomstig uit Lekkerkerk, startten rond 1923 met autobussen rond Gouda. In 1931 deden zij hun stadsbusbedrijf over aan de firma Van Eldik en verhuisden richting Beverwijk. Daar werden zij eigenaar van de N.V. Autobusonderneming v/h Waterdrinker & Huyer, genoemd naar twee busondernemers die in 1924 het vervoer van de paardentramlijn Beverwijk - Wijk aan Zee hadden overgenomen van de Buffet Maatschappij E Pluribus Unum. Vanaf 1934 gebruikten de Oosteroms hun eigen naam.
Na de bevrijding duurde het tot 1948 voordat Oosterom de dienst naar Wijk aan Zee hervatte. Deze lijn werd in 1955 aangevuld met een tweede lijn naar het Kuenenplein en in de jaren zestig met een ringlijn naar de Oosterwijk, die ook voor een klein deel op Heemskerks grondgebied kwam. Doordat het vervoer in de late jaren zestig terugliep werd de exploitatie van de stadsdiensten een zware last voor Oosterom. Per 1 januari 1970 nam de NACO het openbaar vervoer van Oosterom over. In de jaren 90 verdween ook de resterende touringcartak van het bedrijf, dat werd opgedeeld tussen de firma's Beentjes & De Bruin te Heemskerk en Jan de Wit te Haarlem.